# Betz (Oise)
Betz település Franciaországban, Oise megyében. Lakosainak száma 1118 fő (2022. január 1.). Betz Acy-en-Multien, Antilly, Bargny, Boissy-Fresnoy, Bouillancy, Étavigny, Lévignen és Villers-Saint-Genest községekkel határos.

## Népesség
A település népességének változása:
| Lakosok száma | 1112 | 1156 | 1204 | 1161 | 1140 | 1120 | 1131 | 1121 | 1118 |
|               | 2013 | 2015 | 2016 | 2017 | 2018 | 2019 | 2020 | 2021 | 2022 |